# إلايس تافسان
إلايس تافسان (مواليد 30 أبريل 2001) هو لاعب كرة قدم هولندي يلعب في مركز المهاجم في نادي إن إي سي نيميخن.